# Ariunbaatar Ganbaatar
Ariunbaatar Ganbaatar (Ганбаатарын Ариунбаатар) est un chanteur d'opéra, baryton mongol né le 8 avril 1988 à l'ouest d'Oulan-Bator dans une famille de nomades, remarqué sur les scènes internationales pour son interprétation puissante des rôles les plus courants de l'opéra.

## Carrière
Ariunbaatar Ganbaatar a suivi une formation de chanteur d'opéra, auprès du Professeur O.Ichinkhorloo, à l'Université d'État mongole de la culture et des arts et a obtenu son diplôme en 2010. En 2011, il remporte le premier prix du 24e Concours International Glinka à Moscou, ainsi que deux prix spéciaux (meilleur baryton du concours et prix Pavel Lisitsian). En 2012, il est nommé meilleur chanteur de Mongolie. En 2014, il a remporté le 3e Concours International Muslim Magomaev à Moscou.
En 2014 qu'il est engagé à l'Opéra national de Bouriatie à Oulan-Oude, en Russie où il restera chanteur soliste jusqu'en 2018. Il remporte alors le premier Prix dans la catégorie des chanteurs masculins et le Grand Prix du Concours international Tchaïkovski en 2015. Cette victoire lui ouvre de nombreuses opportunités puisqu'il est alors appelé comme soliste invité au prestigieux Théâtre Mariinsky de Saint Pétersbourg : « Two days after the Competition, Valery Gergiev called and offered trips around the world, performances at the world’s leading theatres like Metropolitan Opera (New York), Covent Garden (London)… » (Deux jours après le Concours, Valéry Gergiev a appelé et proposé des voyages dans le monde entier, des représentations dans les plus grands théâtres du monde comme le Metropolitan Opera (New York), Covent Garden (Londres)…).
Dès lors, il se produit dans divers rôles de l'opéra italien et russe au Mariinsky, au Théâtre Bolchoï de Moscou et au Cadogan Hall de Londres où il donne un concert.
En 2016 il est honoré de la médaille de l'Ordre de Gengis Khan, la plus haute distinction en Mongolie. En 2017, finaliste du concours de la BBC Cardiff Singer of the World, il remporte le Premier prix dans la catégorie Song Prize, en interprétants des airs de Rossini, Verdi et Tchaïkovski.
Il réalise une bonne partie de sa carrière et de ses prises de rôle au Mariinsky où il chante notamment le Prince Yeletski (La Dame de Pique), Nabucco (Nabucco), Macbeth (Macbeth), Rigoletto (Rigoletto), Giorgio Germont (La traviata), Count di Luna (Il trovatore), Renato (Un ballo in maschera), Rodrigo (Don Carlo), Amonasro (Aida), Simon Boccanegra (Simon Boccanegra), Iago (Verdi’s Otello), Alfio (Cavalleria rusticana), Baron Scarpia (Tosca), Tonio (Pagliacci), Michele (Il tabarro), Escamillo (Carmen).
Il se produit depuis deux ans sur les scènes européennes et a plusieurs engagements importants pour les mois à venir. Il chante un Germont père très remarqué à la Philharmonie de Paris, le 8 décembre 2024, dans une Traviata en version de concert aux côtés de Rachel Willis-Sørensen et Francesco Demuro, sous la baguette de Jérémie Rhorer, à propos duquel l'article de Forum Opéra se livre à une comparaison importante avec le baryton russe récemment disparu, Dmitri Hvorostovsky : « À Giorgio Germont, le baryton mongol Ariunbaatar Ganbaatar offre une voix de stentor au timbre marmoréen qui n’est pas sans rappeler celui du regretté Dmitri Hvorostovsky ».
Il a chanté Don Carlo di Vargas dans la Forza del destino à l'Opéra de Lyon en mars 2025, où sa prestation est saluée : « un vrai baryton-Verdi, il a les notes hautes aisées qu’il faut, une longue tessiture, une projection puissante, mais surtout l’essentiel : le phrasé, de longues lignes, de l’ampleur dans l’incarnation du texte » . Il reprendra ce rôle aux Chorégies d'Orange en juillet 2025 dans le cadre du festival d'Aix-en-Provence.